# Molleindustria
Molleindustriaは、イタリアのウェブサイト。政治的自由の視点をついたFLASHゲームを製作しており、代表作には Queer Power, Faith Fighter, McDonald's Videogameがある。
2007年6月、BBCのドキュメンタリーSex Crimes and the Vaticanを基にしたゲーム Operazione: Pretofilia (Operation: Pedopriest)が「宗教の批判に対する攻撃」であるとして、イタリア議会から削除を求められ、それに従った。
2009年4月、Molleindustriaはイスラム諸国会議機構からFaith Fighterのことについて批判され、ウェブサイトからいったん消去したうえで、宗教多元主義と 寛容さをテーマとした続編を作った。